# Jared Harris
Jared Francis Harris (ur. 24 sierpnia 1961 w Londynie) – angielski aktor.

## Życiorys
Urodził się w 1961 roku jako drugi z trzech synów irlandzkiego aktora Richarda Harrisa i jego pierwszej żony, walijskiej aktorki Elizabeth Rees-Williams. Jego braćmi są reżyser Damian Harris oraz aktor Jamie Harris.
Harris ma na swoim koncie dwie nominacje do nagród Amerykańskiej Gildii Aktorów Filmowych. Obie przypadły mu jako wyróżnienie zbiorowe, pierwsza przyznana była dla najlepszej obsady w filmie dramatycznym (Ciekawy przypadek Benjamina Buttona), zaś druga dla najlepszej obsady serialu dramatycznego (Mad Men).

## Życie prywatne
16 lipca 2005 poślubił Emilię Fox, córkę Edwarda Foxa i Joanny David. Harris zażądał od niej rozwodu w styczniu 2009. Ich związek małżeński unieważniono w czerwcu 2010 roku. 9 listopada 2013 ożenił się w Miami z Allegrą Riggio.

## Filmografia
- 1989: The Rachel Papers
- 1992: Za horyzontem jako Paddy
- 1992: Ostatni Mohikanin jako angielski porucznik
- 1994: Urodzeni mordercy  jako chłopak z Londynu
- 1995: Truposz jako Benmont Tench
- 1995: Brooklyn Boogie jako Jimmy Rose
- 1995: Dym jako Jimmy Rose
- 1996: Strzelałam do Warhola (I Shot Andy Warhol) jako Andy Warhol
- 1997: Chińska szkatułka jako William
- 1997: Dzień ojca jako Lee
- 1998: Happiness jako Vlad
- 1998: Zagubieni w kosmosie jako starszy Will Robinson
- 2000: Jak zabić psa sąsiada? jako fałszywy Peter
- 2000: Pogromca byków (Bullfighter) jako Jones
- 2002: Mr. Deeds jako Mac McGrath
- 2002: Ucieczka od życia jako Russel
- 2002: Brzuchomówca jako Michael
- 2004: Ocean’s Twelve: Dogrywka jako inżynier Bashera
- 2004: Resident Evil 2: Apokalipsa jako dr Ashford
- 2005: Słynna Bettie Page jako John Willie
- 2007: Mad Men jako Lane Pryce
- 2008: Ciekawy przypadek Benjamina Buttona jako kapitan Mike
- 2008: Fringe jako David Robert Jones
- 2010: Środki nadzwyczajne (Extraordinary Measures) jako dr Kent Webber
- 2011: Sherlock Holmes: Gra cieni jako profesor Moriarty[5]
- 2012: Lincoln jako Ulysses Grant
- 2013: Dary anioła: Miasto kości jako Hodge Starkweather
- 2014: Pompeje jako Severus
- 2014: Uśpieni jako prof. Joseph Coupland
- 2015: The Expanse jako Anderson Dawes
- 2015: Kryptonim U.N.C.L.E. jako Sanders
- 2015: Poltergeist jako Carrigan Burke
- 2016: Sprzymierzeni jako Frank Heslop
- 2016: The Crown jako król Jerzy VI
- 2016: Kobiecy świat jako Fuller
- 2016: Jej twarz jako dr John Farber
- 2018: Terror jako Francis Crozier
- 2019: Czarnobyl jako Walerij Legasow
- 2019: Carnival Row jako Absalom Breakspear
- 2021: Fundacja jako Hari Seldon
- 2022: Morbius jako Emil Nikols